# Clive Walford
Clive Walford (Belle Glade, 21 ottobre 1991) è un ex giocatore di football americano statunitense che ha militato nel ruolo di tight end nella National Football League (NFL). Fu scelto nel corso del 3º giro (68º assoluto) del Draft NFL 2015 dagli Oakland Raiders. Al college ha giocato a football a Miami.

## Carriera universitaria
Walford frequentò l'Università di Miami dal 2010 al 2014 e giocò per i Miami Hurricanes. Non disputò nessuna partita nella stagione 2010, ma nella stagione 2011, come freshman redshirt giocò tutte le dodici partite (otto da titolare) e terminò la stagione con 18 ricezioni per 172 yard e un touchdown. Nel 2012, come sophomore, Walford disputò dodici partite (cinque da titolare), facendo registrare 25 ricezioni per 451 yard e quattro touchdown. Nel 2013, come junior, giocò come titolare in dodici delle tredici partite, terminando la stagione con 34 ricezioni per 454 yard e due touchdown. Walford tornò per la sua ultima stagione, come senior giocando come tight end titolare, disputando dieci partite su dodici da titolare e facendo registrare 44 ricezioni per 676 yard e sette touchdown (tutti record personali). In quattro stagioni con gli Hurricanes giocò in 49 partite (35 da titolare), e totalizzò 121 ricezioni per 1.753 yard e 14 touchdown.

## Carriera professionistica

### Oakland Raiders

#### Stagione 2015
Walford fu scelto nel corso del terzo giro (68º assoluto) del Draft NFL 2015 dagli Oakland Raiders. Il 16 giugno 2015 firmò un contratto quadriennale del valore di 3,34 milioni di dollari con i Raiders. Il capo-allenatore Jack Del Rio nominò Walford terzo tight end per l'inizio della stagione 2015, dopo Lee Smith e Mychal Rivera. Debuttò come professionista subentrando nella gara del primo turno contro i Cincinnati Bengals ricevendo il primo passaggio in carriera dal quarterback Derek Carr da una yard. Il primo touchdown lo ricevette nella vittoria della settimana 7 contro i San Diego Chargers. La sua stagione da rookie si concluse con 28 ricezioni per 329 yard e 3 touchdown disputando tutte le 16 partite, di cui 2 come titolare.

#### Stagione 2016
Walford venne promosso a secondo tight end per la stagione 2016, dopo Lee Smith e prima di Mychal Rivera.
Il 18 settembre 2016, nella partita del secondo turno contro gli Atlanta Falcons, Walford ricevette un record stagionale di sei passaggi per 58 yard e segnò un touchdown su un passaggio da 31 yard; i Raiders vennero sconfitti per 35–28. Giocò la sua prima partita da titolare della stagione contro i Baltimore Ravens, facendo registrare due ricezioni per 23 yard; i Raiders vinsero 28–27. Durante la partita subì un infortunò al ginocchio che lo costrinse a non giocare nella partita del sesto turno contro i San Diego Chargers. Durante la partita Lee subì una frattura alla gamba per cui venne segnato nella lista degli infortunati il 5 ottobre 2016 e costringendolo a terminare in anticipo la stagione; ciò permise a Walford di giocare di più. Il 27 novembre 2016, nella partita del dodicesimo turno contro i Carolina Panthers, Walford fece registrare tre ricezioni per 43 yard e un touchdown; i Raiders vinsero 35–32. Il touchdown che segnò portò la squadra al pareggio nel quarto tempo. Walford terminò la stagione con 15 presenze (otto da titolare), 33 ricezioni per 359 yard e tre touchdown.

#### Stagione 2017
Il capo-allenatore Jack Del Rio nominò Walford terzo tight end per la stagione 2017, dopo Jared Cook e Lee Smith.
Nel corso delle prime dodici partite della stagione, Walford ebbe solamente tre ricezioni per 10 yard. Il 3 dicembre 2017, nella partita del tredicesimo turno contro i New York Giants ricevette quattro passaggi per 57 yard; i Raiders vinsero per 24–17. Nella partita del quattordicesimo turno contro i Kansas City Chiefs, Walford soffrì una commozione cerebrale che lo costrinse a terminare in anticipo la stagione. A fine stagione totalizzò nove ricezioni per 80 yard.
Il 27 marzo 2018, Walford fu svincolato dai Raiders.

### New York Jets
Il 2 aprile 2018, Walford firmò con i New York Jets. Fu svincolato il 1º settembre 2018.

### Indianapolis Colts
Il 28 novembre 2018, Walford firmò con gli Indianapolis Colts. Fu svincolato il 7 dicembre 2018.

## Statistiche
| Legenda   | Legenda          |
| --------- | ---------------- |
| Grassetto | Record personale |

### Stagione regolare
| Stagione | Squadra  | Partite | Partite | Ricezioni | Ricezioni | Ricezioni | Ricezioni | Ricezioni | Fumble | Fumble |
| Stagione | Squadra  | P       | PT      | Ric       | Yard      | Media     | Max       | TD        | Fum    | Persi  |
| -------- | -------- | ------- | ------- | --------- | --------- | --------- | --------- | --------- | ------ | ------ |
| 2015     | OAK      | 16      | 2       | 28        | 283       | 11,8      | 33        | 3         | 0      | 0      |
| 2016     | OAK      | 15      | 8       | 33        | 359       | 10.9      | 31        | 3         | 0      | 0      |
| 2017     | OAK      | 13      | 0       | 9         | 80        | 8,9       | 26        | 0         | 0      | 0      |
| Carriera | Carriera | 44      | 10      | 70        | 768       | 11,0      | 33        | 6         | 0      | 0      |

### Play-off
| Stagione | Squadra  | Partite | Partite | Ricezioni | Ricezioni | Ricezioni | Ricezioni | Ricezioni | Fumble | Fumble |
| Stagione | Squadra  | P       | PT      | Ric       | Yard      | Media     | Max       | TD        | Fum    | Persi  |
| -------- | -------- | ------- | ------- | --------- | --------- | --------- | --------- | --------- | ------ | ------ |
| 2016     | OAK      | 1       | 1       | 2         | 16        | 8,0       | 9         | 0         | 0      | 0      |
| Carriera | Carriera | 1       | 1       | 2         | 16        | 8,0       | 9         | 0         | 0      | 0      |